# Списък на планините в Северна Македония
Северна Македония е предимно планинска страна. Средната надморска височина на територията и е 850 m. Приблизително 80% от територията и е заета от възвишения и планини. Планините се разделят на две главни групи: Динарска и Рило-Родопска. Планините от Рило-Родопската група са по-стари. Те се простират в източната част на страната, а планините от Динарската група са по-млади, разположени в западната и централна ѝ част. Те от своя страна се разделят на 3 подгрупи: района около река Вардар, района около долината Пелагония и района в северозападната част на Северна Македония.
В Северна Македония има три национални парка защитени от закона: Пелистер, Маврово и Галичица.

## По-значимите планини
| Планина                                 | Височина |
| --------------------------------------- | -------- |
| Кораб                                   | 2764 м   |
| Шар планина                             | 2747 м   |
| Баба (Пелистер)                         | 2601 м   |
| Якубица                                 | 2540 м   |
| Нидже                                   | 2521 м   |
| Дешат                                   | 2373 м   |
| Галичица                                | 2288 м   |
| Стогово                                 | 2273 м   |
| Ябланица                                | 2257 м   |
| Осогово                                 | 2252 м   |
| Кожух                                   | 2171 м   |
| Бистра                                  | 2163 м   |
| Челоица (Добра вода)                    | 2062 м   |
| Беласица                                | 2029 м   |
| Плакенска планина                       | 1999 м   |
| Влахина                                 | 1924 м   |
| Малешевска планина                      | 1803 м   |
| Бушева планина                          | 1788 м   |
| Плачковица                              | 1754 м   |
| Бабуна                                  | 1746 м   |
| Огражден                                | 1744 м   |
| Селечка планина                         | 1663 м   |
| Бигла                                   | 1656 м   |
| Скопска Черна гора (Скопска Църна гора) | 1651 м   |
| Конечка планина (Серта)                 | 1159 м   |

В списъка на планинита в Северна Македония са включени 63 по-значими планини, като в скоби е показана максималната височина на планината в метри (Когато части от планината са извън пределите на страната е показана максималната височина на територията на Северна Македония, а не най-високия връх на планината когато той е извън нейната територия)
А – Б – В – Г – Д —
Е – Ж – З – И – Й —
К – Л – М – Н – О —
П – Р – С – Т – У —
Ф – Х – Ц – Ч – Ш —
Щ – Ю – Я

## Б
- Баба (2601) (Северна Македония и Гърция)
- Баба Сач (1698)
- Бабуна (1746)
- Беласица (1880) (Северна Македония, Гърция и България)
- Бигла (1933)
- Билина (1703) (Северна Македония и Сърбия)
- Бистра (2163)
- Буковик (1518)
- Бушева планина (1788)

## В
- Влахина (1924) (Северна Македония и България)
- Водно (1066)

## Г
- Галичица (2254) (Северна Македония и Албания)
- Герман (1387) (Северна Македония и Сърбия)
- Гладница
- Голак (1538)
- Голешница (1934)
- Градешка планина (886)
- Градищанска планина (859)

## Д
- Даутица (2539)
- Дешат (2373) (Северна Македония и Албания)
- Добра вода (2062)
- Дрен (1663)
- Дукат (1786) (Северна Македония и Сърбия)

## Ж
- Жеден (1264)

## И
- Илинска планина (1909)

## К
- Каменица (1424)
- Караджица (2217)
- Караорман (2241)
- Клепа (1149)
- Кожух (2171) (Северна Македония и Гърция)
- Козяк (1284) (Северна Македония и Сърбия)
- Козяк (1822) (Северна Македония и Гърция)
- Конечка планина (1151)
- Кораб (2764) (Северна Македония, Албания и Косово)

## Л
- Любен (1764)

## М
- Малешевска планина (1803) (Северна Македония и България)
- Манговица
- Марянска планина (1727)
- Мокра планина (2472)

## Н
- Нидже (2521) (Северна Македония и Гърция)
- Ничпурска планина (2153)

## О
- Обозна планина (1184)
- Огражден (1748)(Северна Македония и България)
- Осоговска планина (2251) (Северна Македония и България)

## П
- Песяк (1874)
- Пиново (2156) (Северна Македония и Гърция)
- Плавуш (997)
- Плакенска планина (1999)
- Плачковица (1754)

## С
- Селечка планина (1663)
- Скопска Църна гора (1651) (Северна Македония и Косово)
- Славей планина
- Сландол (754)
- Смърдеш (971)
- Ставрако (1392)
- Сува гора (1857)
- Сува планина (1189)
- Стогово (2273)

## Ч
- Чаушица (2163)

## Ш
- Шар планина (2748) (Северна Македония и Косово)
- Широка планина (1345) (Северна Македония и Сърбия)

## Я
- Ябланица (2259) (Северна Македония и Албания)
- Якубица (2540)